# Équipe Pur Sang
L’équipe Pur-Sang est un réseau de passeuses et passeurs composé majoritairement de femmes du mouvement scout des Guides de France (GDF) pendant la Seconde Guerre mondiale. Il se forme en octobre 1940 et est démantelé par les Allemands en mars 1942. Lors du jugement de ses membres, les Allemands attribuent au réseau le passage de 250 prisonniers évadés et d'une centaine de familles alsaciennes en fuite. Le réseau permet notamment l'évasion d'Alsace de Marcel Rudloff, le futur maire de Strasbourg, le 31 janvier 1942,.

## Création
Le nom l’équipe Pur-Sang est choisi en souvenir des camps de formation des cheftaines Guides de France dans lesquels une équipe portait toujours ce nom. Mais il se pourrait que cela soit aussi pour se moquer du sang aryen des doctrines nazies.
Après la défaite de mai-juin 1940 et l'annexion de fait de l'Alsace, le mouvement des Guides de France est dissous. Néanmoins certaines Guides de France comme Lucienne Welschinger (29 ans) et Emmy Weisheimer entrent en résistance.
Dans un premier temps le but est de soulager le quotidien de milliers de prisonniers de guerre français (PG) qui traversent chaque jour l'Alsace pour être transférés dans les camps de prisonniers en Allemagne. Elles distribuent de l'eau, de la nourriture, du courrier, des vêtements. Ainsi tous les matins, à l'Orangerie (Strasbourg), Lucienne Welschinger apporte du ravitaillement aux prisonniers (PG).
L'équipe prend des risques, en organisant un système de ramassage clandestin du courrier des prisonniers. Quand la voiture de ravitaillement arrive, une des jeunes filles engage la conversation avec la sentinelle. La seconde fait signe au prisonnier de corvée qui laisse tomber un paquet de lettres tandis qu’une troisième le récupère. Les lettres sont transmises à des cheminots et envoyées à Paris. Le système fonctionne dans les deux sens. Des lettres de réponses sont cachées dans certains paquets de nourriture adroitement jetés dans la voiture de ravitaillement sur le trajet du retour vers le camp.
Très rapidement, certains prisonniers manifestent le désir de s'évader. En septembre 1940, le jour de l'incendie criminel de la synagogue du quai Kléber située près du restaurant du frère de Lucienne, celle-ci assure la prise en charge de deux prisonniers polonais, dont un juif, réfugiés dans un confessionnal de l'église Saint-Jean. Elle organise avec Emmy Weisheimer le passage des deux prisonniers par la vallée de la Bruche à Hersbach (Bas-Rhin). Très vite elles renouvellent l'opération. Devant l'afflux de prisonniers, il faut diversifier les zones de passages.
Face à l'augmentation de l'activité, Lucienne Welchinger décide de contacter d'autres membres des Guides de France pour former l'organisation clandestine l'Équipe Pur-Sang. Elle recrute Marcelle Engelen, Alice et Marie-Louise Daul, Lucie Welker. En janvier 1941, une première réunion du groupe a lieu pour définir le rôle et la spécialisation de chacune.

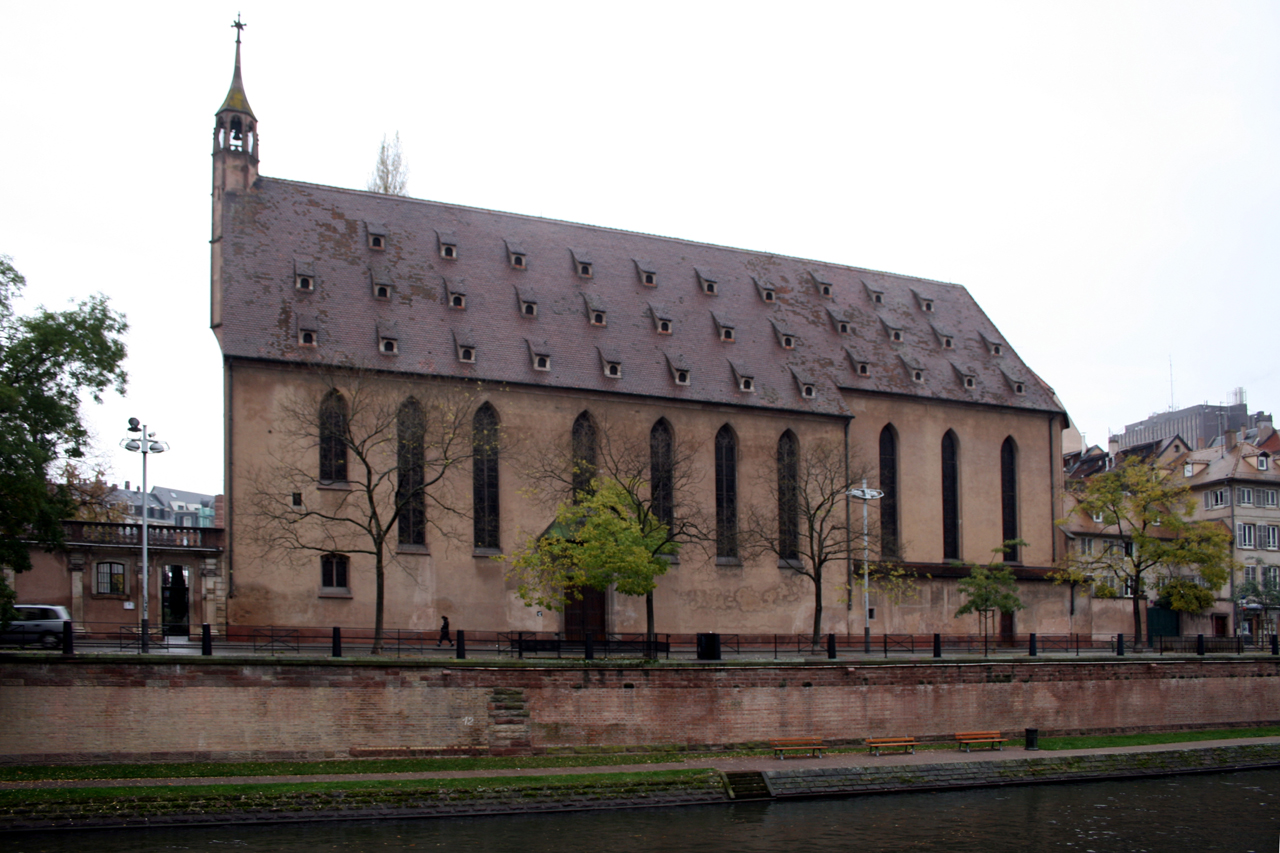
Église Saint-Jean à Strasbourg où les prisonniers évadés prennent contact avec l'Équipe Pur-Sang.

Au cours d'une réunion chez les Sœurs de la Croix à Strasbourg, il est décidé d'assurer une permanence à l'église Saint-Jean tous les soirs de 18 à 19 heures grâce à la complicité de l'abbé Prince, curé de la paroisse,. Les prisonniers évadés s'agenouillent devant l’autel de la Vierge auprès des jeunes filles en prière puis s'identifient avec le mot de passe : « Pierre ».
Les prisonniers sont surnommés « Freddy ».

## L'action avec les sympathisants
Elles sont aidées dans leur combat par de nombreuses personnes : Ernest Burglin, Alice Fuchs, Mathieu Gander, Auguste Gauer (employé chez André, le frère de Lucienne Welschinger), Julie Hans, Jean-Antoine Sardi. Beaucoup sont des commerçants et fournissent des vivres gratuitement. L'employé au service architecture et inspection des bâtiments publics, Albert Jundt, met à disposition des timbres officiels. Lucienne Welschinger récupère les documents, les fausses pièces d'identité par l’intermédiaire de Paul Widmann (du réseau Hector des Forces Françaises Combattantes FFC) et du photographe Charles Latzarus qui fournit les photos. Alice Daul remplit les cartes en prenant soin de localiser les évadés dans des régions francophones d'Alsace. Elle contrefait les signatures. L'agent de police Charles Jost appose le cachet du commissariat de police. Élise Weisheimer, la sœur de Emmy, ajuste et répare les vêtements des évadés. Albert Ott et Édouard Keller les convoient et leur fournissent les billets de train.
Paul Widmann intégrera l'Équipe Pur-Sang dans le réseau « France 99 ».

## Les chemins d'évasions

Le 24 juillet 1940, le Troisième Reich rétablit de fait les frontières du traité de Francfort de 1871. C'est cette ligne que les réseaux de passeurs alsaciens et Mosellans font passer au fugitifs.

La principale difficulté est de trouver des zones de passage. Alice Daul et Lucie Welker vont en repérage à Hégenheim. Un chemin derrière le cimetière permet de passer en Suisse. Elles établissent des relevés topographiques et des cartes sommaires qui seront distribuées aux évadés. Cet itinéraire fonctionne six mois mais devient trop dangereux car les Allemands renforcent les patrouilles.
Alice et Marie-Louise explorent le site du col de la Schlucht dans la vallée de Munster (Haut-Rhin). Le massif du Tanet est propice car situé à 1 000 m d'altitude entre le col et le lac blanc. Les 25 douaniers allemands répartis par patrouilles de deux surveillent 25 km de frontière. Lorsqu'on connait les horaires et circuits des patrouilles, il est facile de les éviter. Les Allemands restent sur les grands axes. Ils négligent les sentiers du Club Vosgien et les chemins de débardage. Les jeunes femmes disposent de l'aide de Frédéric Baumgart, cultivateur à la ferme de Schupferen, qui offre une étape et sert de passeur. Tous les dimanches, l'Équipe Pur-Sang accompagne les évadés jusqu'au massif en simulant des excursions sur les sentiers balisés du Club vosgien, car il y a beaucoup de monde sur ces sentiers le week-end. Elles les dirigent vers le pensionnat de Notre-Dame de Sion à Gérardmer (Vosges) où les sœurs les recueillent. Le mot de passe est « Marie-Louise ». De là, ils sont envoyés à Épinal (Vosges). Puis grâce à des résistants cheminots, ils partent vers Lyon,.
Au cours de l'année 1941, l'équipe doit faire face à un afflux massif de prisonniers évadés. La tenancière du débit de tabac de Wissembourg, Marie Gross avec l'aide d'Anne-Marie Muller envoie les évadés sur Strasbourg. L'hiver 1941-1942 interdit l'accès au massif de Tanet. Il faut trouver un passage moins élevé. Il est trouvé à Landange (Moselle) par l’intermédiaire de l'instituteur André Kommenacker.

## Démantèlement du réseau
Devant le nombre croissant d'évadés, la situation devient difficile à gérer pour l'équipe. Lucienne Welschinger, accompagnée de Lucie Welker, se rend à Vichy pour informer le gouvernement du maréchal Pétain. Elles apportent au général Campet, chef du cabinet militaire du maréchal, un rapport sur la situation en Alsace écrit par Paul Widmann et demandent de l'aide pour leurs actions,,.
Pour le retour, les deux femmes se séparent. Lucie Welker se trompe de train. Elle est arrêtée en gare de d'Avricourt (Meurthe-et-Moselle) le 28 février 1942. En perquisitionnant chez elle, les Allemands trouvent la liste des membres du réseau. Tous les membres de l'équipe, sauf Marcelle Engelen, sont arrêtés en mars 1942, Lucienne Welschinger et son frère André, le 12, Alice et Marie-Louise Daul, le 21 et Emmy Weisheimer, le 25.
André Kommenacker, Albert Ott sont arrêtés le 26 mars 1942, Paul Widmann, le 10 avril ; Anne-Marie Muller, le 12 avril et Marie Gross, le 12 mai 1942. Les détenues sont conduites à la prison de Kehl (Allemagne) en cellules individuelles.
Les membres de l'Équipe Pur-Sang utilisent le morse pour communiquer entre elles. Elles évitent ainsi d'autres arrestations. Le 5 août 1942, elles sont transférées au camp de sureté de Schirmeck.

## Jugement et détention

### Jugement
Le 26 janvier 1943, l'équipe est jugée devant le tribunal du peuple (Volksgerichtshof) de Strasbourg. Après une journée de débat, les verdicts tombent. Marie Gross, Antoine Krommenacker, Albert Hott, Lucienne Welschinger et Paul Widmann sont condamnés à la peine de mort pour haute trahison (l'Alsace est considérée comme allemande par les nazis). Lucie Welker est condamnée à quinze années de prison, Anne-Marie Muller à dix années, Emmy Weisheimer, Alice et Marie-Louise Daul à huit années, André Welshinger à six années.

### Détention
Les condamnés à mort sont transférés à Stuttgart (Allemagne) où ils attendent leur exécution. En fait ils ne savent pas que la sentence a été suspendue à la suite notamment de l'intervention du nonce apostolique et du maréchal Pétain qui a déclaré aux Allemands « Les Français condamnés n'ont fait qu'aider d'autres Français à regagner leur pays ». André Welschinger est interné à Ludwigburg (Allemagne). Toutes les femmes sont incarcérées à la maison centrale de Ziegenhein (Allemagne) avec des détenus de droit commun.
Le 6 février 1945, Alice Daul s'évade et se réfugie en Suisse. Le même jour, Marie-Louise Daul, Lucie Welker, Anne-Marie Muller et Emmy Weisheimer sont transférées à Hambourg (Allemagne). Elles seront libérées par les troupes britanniques en mai 1945. Elles reviennent en France en juin 1945.
Lucienne Welschinger et Marie Gross sont libérées par les troupes américaines le 30 avril 1945 à Aichach (Allemagne).

## Décorations
Le 15 décembre 1946 à Strasbourg, le général Langlade, gouverneur militaire de la ville, décore Alice et Marie-Louise Daul, Emmy Weisheimer, Lucie Welker et Lucienne Welschinger de la médaille de la Résistance française.
Alice et Marie-Louise Daul, Lucienne Welschinger, Emmy Weisheimer sont décorées de la croix de guerre.
Lucienne Welschinger, Emmy Weisheimer sont également décorées de la  Légion d'honneur.

## L'histoire des membres de l'équipe Pur-Sang
- Lucienne Welschinger a vingt-neuf ans quand elle crée cette équipe à l’automne 1940. Entrée chez les Guides de France en 1925, cheftaine de la compagnie 9e Strasbourg en 1933, elle est cheftaine du district de Strasbourg en 1939. Sa famille exploite l’hôtel-restaurant « À l’ancienne gare » où de nombreux évadés trouveront refuge[8]. Nommée commissaire régionale d’Alsace des Guides de France de 1947 à 1950. Après la guerre, elle retourne à une vie discrète et n’est promue officier de la Légion d’honneur qu’en 1999. Lucienne Welschinger meurt le 23 janvier 2003.

- Emmy Weisheimer s'engage dès 1940 aux côtés de Lucienne Welschinger avant la création de l'équipe. Avec l'aide de ses parents, elle gère l'hébergement et le ravitaillement des prisonniers évadés. Emilie WEISHEIMER décéde le 15 septembre 2005 à l'age de 86 ans à Strasbourg.
- Marcelle Engelen (épouse Faber), alors âgée de 17 ans, s'engage en 1940. En janvier 1942, menacée par son appel au Reicharbeitdienst (RAD)[15], elle franchit la frontière par Landange (Moselle)[16]. Cela lui évite l'arrestation en mars 1942. Elle s'engage comme volontaire en qualité d'infirmière au sein des Auxiliaires féminines de l'Armée de terre (AFAT) le 19 décembre 1944  jusqu'à sa démobilisation le 1er mars 1946[1]. Marcelle Faber est décédée le 7 janvier 2023 à Meylan. C'était la dernière survivante du réseau[17].
- Alice Daul (épouse Gillig) est mobilisée comme infirmière au mont Sainte-Odile (Bas-Rhin) puis à l'hôpital de Neufchâteau (Vosges). En septembre 1940, elle est démobilisée à Pau (Pyrénées-Atlantiques) et revient en Alsace annexée[8]. Le 5 février 1945, elle s'évade et parcourt 600 km à travers l'Allemagne pour atteindre une enclave Suisse près du lac de Constance. De nuit elle se glisse sous l’énorme réseau de barbelés marquant la frontière. Ensanglantée et en loques, elle se présente le 2 mars 1945 à 2 h 50  au poste de la douane suisse[4],[12]. En septembre 1945, elle est l'une des trois premières élues au conseil municipal de Strasbourg[1]. Alice Daul meurt le 10 novembre 2011.

- Marie-Louise Daul, sœur d'Alice, est guide-aînée, cheftaine de louveteaux chez les Scouts de France. Elle meurt en 1973[4].
- Lucie Welker naît en 1919. Elle entre chez les guides en 1933. Elle est assistante cheftaine. Elle a vingt et un ans quand elle rejoint l'Équipe Pur-Sang[4]. Lucie Welker est décédée en 2008.